# Гандбол (сингл)
«Гандбо́л» — песня рок-группы «Сплин», выпущенная в качестве сингла в сентябре 2002 года.

## Описание
Лидер группы Александр Васильев охарактеризовал песню так:

Песня «Гандбол» написана от лица фанатов, которые до того допились-докурились, что уже не понимают, за какой вид спорта они болеют. Жёсткая получилась песня. Перед чемпионатом мира по футболу мне предлагали заменить в этой песне слово «гандбол» на слово «футбол» и сделать её гимном сборной России по футболу. Но тот, кто услышит её, поймет, почему я не пошёл на это.

## Популярность
Радио-премьера песни «Гандбол» состоялась 12 июля 2002 года на «Нашем радио». Песня быстро взлетела на верхние строчки хит-парадов радиостанций «Радио Maximum» и «Наше радио». Сингл «Гандбол» увидел свет в конце сентября. Помимо заглавной песни, в него вошли песни «Северо-Запад», в записи которой приняла участие супруга лидера группы — Александра, спевшая с мужем все припевы, «Пластмассовая жизнь» с предыдущего диска (в аудио- и видео-вариантах), а также Flash-мультфильм на песню «Моё сердце» с Масяней Олега Куваева. Несмотря на принятое решение не снимать клип на «Гандбол», песня получила два видео-воплощения: программой «Тотальное шоу» (канал MTV) был сделан концертный ролик, а лидером группы Александром Васильевым в 2005 году была создана анимационная версия песни.

## Список композиций
| №  | Название                      | Длительность |
| -- | ----------------------------- | ------------ |
| 1. | «Гандбол»                     | 2:33         |
| 2. | «Северо-Запад»                | 3:56         |
| 3. | «Пластмассовая жизнь»         | 2:26         |
| 4. | «Пластмассовая жизнь» (видео) | 3:08         |
| 5. | «Мое сердце» (видео)          | 4:38         |